# Roderick Camphor
Roderick Rodney Camphor (* 10. März 1992 in Baltimore) ist ein US-amerikanischer Basketballspieler.

## Laufbahn
Der aus Baltimore im US-Bundesstaat Maryland stammende Camphor verließ nach der High-School-Zeit seine Heimatstadt und ging ans Highland Community College (US-Bundesstaat Kansas). Mit der dortigen Hochschulmannschaft ging er in der NJCAA, der Liga der zweijährigen Universitäten, an den Start. Es folgte 2012 der Wechsel an die Southwestern Oklahoma State University (NCAA Division 2). In seiner Abschlusssaison 2013/14 war Camphor mit einem Schnitt von 17,7 der beste Punktesammler der Mannschaft.
Er schaffte den Sprung ins Profigeschäft und spielte während der Saison 2014/15 beim litauischen Erstligisten Nevezis Kedainiai. Im Dezember 2015 unterzeichnete Camphor einen Vertrag bei Bayer Leverkusen und erzielte für die Rheinländer bei 16 Einsätzen in der 2. Bundesliga ProA Mittelwerte von 15,5 Punkten, 3,9 Korbvorlagen und 3,3 Rebounds. Leverkusen verpasste in dieser Saison den Klassenerhalt in der 2. Bundesliga ProA.
Camphor setzte seine Profilaufbahn in Ungarn fort, wo er zu Beginn der Saison 2016/17 kurzzeitig für den Erstligaverein KTE-Duna Aszfalt spielte, ehe er im November 2016 nach Deutschland zurückkehrte und im Trikot der Hamburg Towers wie zu Leverkusener Zeiten in der 2. Bundesliga ProA auflief. Bis zum Ende der Saison 2016/17 trug er in 19 Punktspielen das Trikot der Hanseaten und erzielte im Durchschnitt 14,1 Zähler je Begegnung. Außerdem bereitete er im Schnitt 3,5 Korberfolge seiner Mannschaftskameraden vor und sicherte sich 3,2 Rebounds.
Im Sommer 2017 wurde er vom belgischen Erstligaverein Leuven Bears verpflichtet. Er bestritt neun Ligaeinsätze für Leuven und erzielte im Schnitt 8,4 Punkte, ehe er Anfang Dezember 2017 zum polnischen Erstligisten Turów Zgorzelec wechselte. Während der Sommerpause 2018 wurde er vom griechischen Erstligisten GS Kymis verpflichtet. 2019/20 erzielte er 16,4 Punkte pro Spiel für den polnischen Verein Rosa Radom, in der Sommerpause 2020 sicherte sich Krka Novo Mesto (Slowenien) die Dienste des US-Amerikaners. 2021 wechselte zu US Monastir nach Tunesien und Ende Oktober 2021 wieder nach Polen, diesmal zu Astoria Bydgoszcz.
Er spielte für Al-Karameh in Syrien, im September 2022 bestritt Camphor sein erstes Ligaspiel für Al-Fateh in Saudi-Arabien. Mitte Dezember 2022 meldete AS Karditsas (erste Liga Griechenland) seine Verpflichtung. Er spielte nur kurzzeitig für die Mannschaft.